# 바르다르 마케도니아

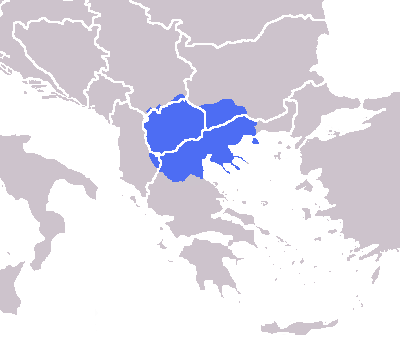
인접 국가의 국경으로 나뉜 현대의 지리적 마케도니아 지역의 경계. 북서쪽: 북마케도니아와 세르비아의 트르고비슈테, 프레셰보, 엘레즈한 지방자치체를 포함하는 바르다르 마케도니아. 북동쪽: 불가리아 남서부에 위치한 피린 마케도니아. 남쪽: 그리스 북부에 위치한 마케도니아 (그리스).

바르다르 마케도니아(마케도니아어: Вардарска Македонија, 세르비아어: Вардарска Македонија / Vardarska Makedonija)는 현재의 북마케도니아에 대략적으로 해당하는 넓은 마케도니아 지역의 중부를 가리키는 역사적 용어이다. 이름은 바르다르강에서 유래되었으며 주로 세르비아 통치 시대 (1912년~1918년)와 이후 유고슬라비아 통치 시대 (1918년~1991년)와 관련이 있다.

## 역사
바르다르 마케도니아는 발칸 전쟁 (1912년~1913년) 이후 세르비아 왕국의 일부가 되어 부쿠레슈티 조약에 의해 공식적으로 할양된 넓은 마케도니아 지역의 중부를 의미한다. 이름은 그리스의 에게 마케도니아, 불가리아의 피린 마케도니아와 구별하기 위해 바르다르강의 이름을 따서 명명되었다.
이 지역은 원래 세르비아 마케도니아로 알려졌지만 이후 유고슬라비아 왕국에서 현지 슬라브어 사용자에 대한 세르비아화 정책이 시행되면서 마케도니아라는 이름을 사용하는 것이 금지되었다. 1919년부터 1922년까지 이 지역 (오늘날의 코소보와 세르비아 동부 일부 포함)은 남세르비아(세르비아어: Jужна Србија / Južna Srbija)의 일부였으며, 1929년 유고슬라비아 왕국은 바노비나(banovina)라고 불리는 여러 지방으로 나누었다. 남세르비아의 일부였던 바르다르 마케도니아는 이후 바르다르 바노비나의 일부가 되었다.
제1차 세계 대전 중에는 불가리아에 점령되어 마케도니아 군사 검사 구역의 일부가 되었다. 전쟁 이후 현재의 스트루미차와 노보셀로 지방자치체는 불가리아에서 분리되어 유고슬라비아에 양도되었다. 제2차 세계 대전 중 불가리아는 이 지역에 비톨라와 스코페라는 두 개의 행정 구역을 설립하였다. 1946년, 바르다르 마케도니아의 대부분은 유고슬라비아 연방인민공화국의 6개 구성국 중 하나인 마케도니아 인민공화국 (1946년~1963년)이 되었고, 이후 마케도니아 사회주의 공화국 (1963년~1991년)으로 개칭되었다. 마케도니아 공화국이 독립하기 전에는 이 지역을 유고슬라비아 마케도니아라고도 불렀다.
유고슬라비아가 붕괴된 후, 바르다르 마케도니아는 북마케도니아 외에도 중앙세르비아의 트르고비슈테와 프레셰보 지방자치체, 코소보의 엘레즈한 지방자치체를 포함하고 있다.

## 같이 보기
- 마케도니아 (그리스)
- 북마케도니아의 지리
- 마케도니아 (용어)
- 피린 마케도니아
- 바르다르 통계 지방
- 오스만 바르다르 마케도니아

## 추가 읽기
- Danforth, L.M. (1997). The Macedonian Conflict: Ethnic Nationalism in a Transnational World. Princeton University Press. p. 44. ISBN 0-691-04356-6ISBN 0-691-04356-6
- Alice Ackermann (1999). 《Making Peace Prevail: Preventing Violent Conflict in Macedonia》. Syracuse University Press. 55–쪽. ISBN 978-0-8156-0602-4.
- Ilká Thiessen (2007). 《Waiting for Macedonia: Identity in a Changing World》. University of Toronto Press. 29–쪽. ISBN 978-1-55111-719-5.
- Hugh Poulton (2000). 《Who are the Macedonians?》. C. Hurst & Co. Publishers. 2–쪽. ISBN 978-1-85065-534-3.
- Stefan Troebst (January 2007). 《Das makedonische Jahrhundert: von den Anfängen der nationalrevolutionären Bewegung zum Abkommen von Ohrid 1893-2001 ; ausgewählte Aufsätze》. Oldenbourg. 344–쪽. ISBN 978-3-486-58050-1.
- Dimitar Bechev (2009년 4월 13일). 《Historical Dictionary of the Republic of Macedonia》. Scarecrow Press. 232–쪽. ISBN 978-0-8108-6295-1.